# Anii 1860
Anii 1860 au fost un deceniu care a început la 1 ianuarie 1860 și s-a încheiat la 31 decembrie 1869.